# آيسلنج أوسلفيان
آيسلنج أوسلفيان (بالإنجليزية: Aisling O'Sullivan)‏ هي ممثلة أيرلندية، ولدت في 1968 في جمهورية أيرلندا.

## أعمال

### أفلام
- (1996) مايكل كولنز[4]

## وصلات خارجية
- آيسلنج أوسلفيان على موقع IMDb (الإنجليزية)
- آيسلنج أوسلفيان على موقع ألو سيني (الفرنسية)
- آيسلنج أوسلفيان على موقع أول موفي (الإنجليزية)
- آيسلنج أوسلفيان على موقع قاعدة بيانات الأفلام السويدية (السويدية)
- آيسلنج أوسلفيان على موقع قاعدة بيانات الفيلم (الإنجليزية)
- آيسلنج أوسلفيان على موقع كينوبويسك (الروسية)